# Anja C. Jensen
Anja Camilla Jensen (født 14. april 1970 på Frederiksberg) er formand for HK Danmark, hvilket hun har været siden 30. oktober 2021. Denne dag vandt hun formandsvalget i HK Danmark med 178 stemmer mod 173 til Martin Rasmussen. Før valget havde hun været næstformand for HK Privat siden 2019. Ved valget erstattede hun Kim Simonsen, der havde været formand i 13 år. Han måtte træde af, fordi formanden skulle være under 60 år.
Hun er uddannet hotelreceptionist på Hotel Phoenix, ejet en cafe og været receptionschef inden hun blev faglig sekretær i 3F Hotel & Restauration i 2005. Derefter samme stilling i HK Handel i hovedstaden. I 2016 blev hun specialkonsulent i Kost- og Ernæringsforbundet.
Hun har desuden siddet i kommunalbestyrelsen i Frederiksberg Kommune for Socialdemokraterne.